# Vol Southwest Airlines 1380
Le 17 avril 2018, le Boeing 737-700 effectuant le vol Southwest Airlines 1380 subit une panne du moteur gauche au-dessus de Reading dans l'État américain de Pennsylvanie, après avoir décollé de l'aéroport LaGuardia de New York pour un vol vers l'aéroport de Dallas Love Field au Texas. Le capot du moteur se brise en plein vol. Des fragments endommagent l'aile et le fuselage, provoquant une dépressurisation rapide de l'avion après avoir endommagé un hublot de la cabine. L'équipage effectue une descente d'urgence et se déroute vers l'aéroport international de Philadelphie. Une passagère a été partiellement éjectée de l'avion et est décédée des suites de ses blessures. Huit autres passagers sont légèrement blessés et l'avion est considérablement endommagé.
Cet accident est identique à un autre survenu vingt mois plus tôt lors du vol Southwest Airlines 3472 (en) avec le même type d'avion et le même type de moteur. Après cet incident, le constructeur du moteur, CFM International, publie une directive demandant des inspections par ultrasons des aubes des turboréacteurs des avions correspondant à certains numéros de série, cycles ou temps de service. Southwest ne l'a pas fait car ce moteur n'était pas concerné par les paramètres spécifiés par la directive.
L'enquête détermine qu'une fissure de fatigue au niveau d'une pièce moteur a provoqué son explosion en plein vol. Il s'agit du premier accident aérien mortel impliquant un transporteur de passagers américain depuis l'accident du vol Colgan Air 3407 en février 2009 et du premier accident impliquant Southwest Airlines qui a entraîné la mort d'un passager.

## Avion et équipage
Le vol 1380 était un vol passager régulier de l'aéroport LaGuardia de New York à destination de l'aéroport de Dallas Love Field au Texas. L'avion impliqué est un Boeing 737-7H4 immatriculé N772SW, en service chez Southwest Airlines depuis sa fabrication en 2000. Il était propulsé par des moteurs CFM56-7B.
Tammie Jo Shults, ancienne pilote de chasse pour l'US Navy, est la commandant de bord du vol, tandis que Darren Ellisor, ancien pilote de l'US Air Force ayant de l'expérience sur Boeing E-3 Sentry, est le copilote. Le commandant Shults travaillait pour Southwest Airlines depuis 1994 et avait enregistré un total de 11 715 heures de vol, dont 10 513 sur Boeing 737. Le copilote Ellisor travaillait pour la compagnie aérienne depuis 2008 et comptait 9 508 heures de vol, dont 6 927 sur Boeing 737. Il y avait 144 passagers et un total de cinq membres d'équipage à bord.

## Déroulement du vol
À 11 h 3 heure avancée de l'Est, l'avion vole à une altitude de 32 000 pieds (9 750 mètres) en montée lorsque le moteur gauche tombe en panne. En conséquence, des parties du mécanisme d'admission de l'air et du capot moteur se brisent. Des fragments frappent l'aile ainsi que le fuselage et brisent un hublot dans la cabine, ce qui provoque une décompression rapide de l'avion. Les pilotes effectuent immédiatement une descente d'urgence et se déroutent vers l'aéroport international de Philadelphie en Pennsylvanie. Un passager assis à côté du hublot cassé a subi des blessures mortelles et huit passagers ont été légèrement blessés.

## Enquête

### Données préliminaires

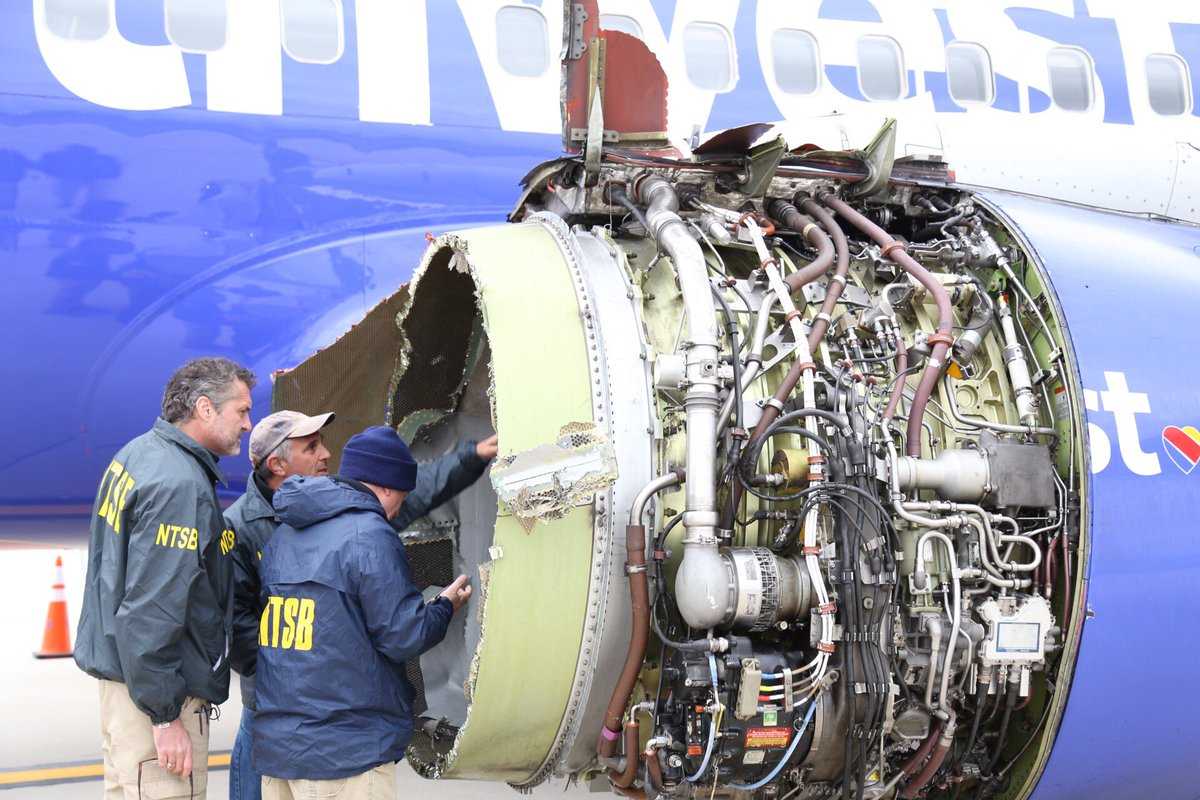
Des enquêteurs du NTSB inspectant le moteur endommagé après l'atterrissage.

Les participants à l'enquête comprennent le Conseil national de la sécurité des transports américain (NTSB), la Federal Aviation Administration (FAA), Boeing, Southwest Airlines, GE Aviation, la Aircraft Mechanics Fraternal Association, la Southwest Airlines Pilots Association, le Transport Workers Union et UTC Aerospace Systems. Comme le constructeur du moteur, CFM International, est une coentreprise américano-française, le Bureau d'enquêtes et d'analyses pour la sécurité de l'aviation civile (BEA) a également fourni une équipe d'enquêteurs. Les équipes techniques de CFM ont également participé à l'enquête.
Les enquêteurs du NTSB ont analysé un enregistrement des tracés radar de la circulation aérienne et ont observé que le radar avait montré des débris tombant de l'avion, et ont utilisé les données de vent pour prédire où les chercheurs au sol pourraient les trouver. Des pièces de la nacelle du moteur sont ainsi retrouvées dans la zone prévue à plusieurs endroits près de la ville de Bernville en Pennsylvanie, à environ cent kilomètres au nord-ouest de Philadelphie.

### Situation dans le poste de pilotage

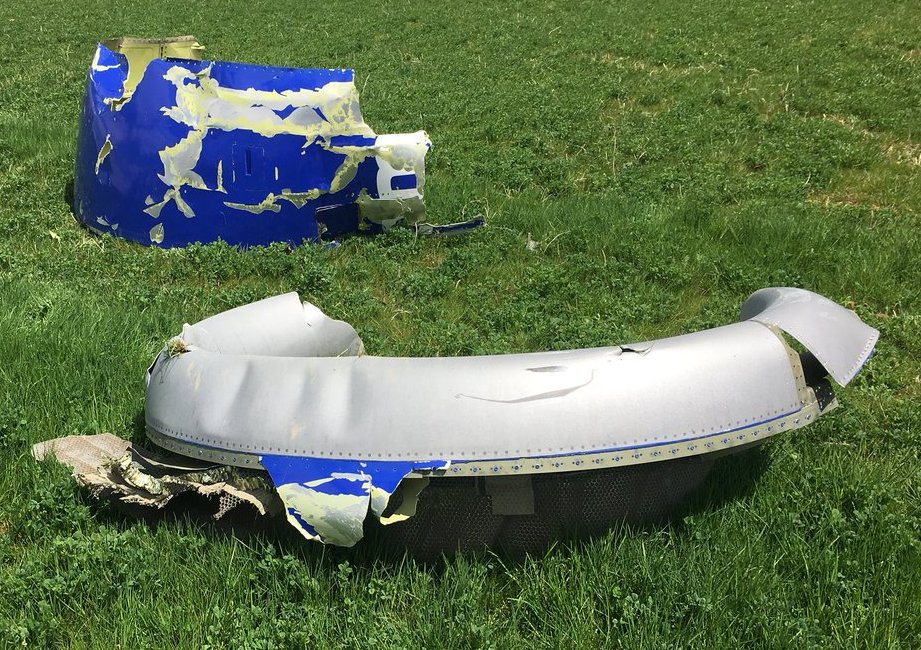
Des morceaux de la nacelle du moteur retrouvés dans un champ de Pennsylvanie.

L'équipage a déclaré que le départ et la montée depuis LaGuardia étaient normaux sans aucun signe de problème. Au moment de la panne, ils ont signalé que l'avion a fait un mouvement brusque de lacet et plusieurs alarmes se sont déclenchées dans le poste de pilotage. De plus, une « bouffée de fumée grise » est apparue et la cabine de l'avion a soudainement perdu de la pression d'air. L'équipage a enfilé ses masques à oxygène et le copilote a entamé la descente d'urgence. L'enregistreur de données de vol (FDR) montre que les paramètres de performance du moteur gauche ont chuté simultanément, que les vibrations sont devenues sévères et, en cinq secondes, l'alerte d'altitude de la cabine s'est déclenchée. Le FDR a également montré que l'avion a roulé vers la gauche d'environ quarante degrés avant que les pilotes ne puissent contrer le roulis. Ils ont ensuite signalé que l'avion était très difficile à contrôler pendant le reste du vol en raison des dégâts importants. Le commandant de bord a pris le contrôle de l'avion et le copilote a exécuté la check-list d'urgence. Le commandant de bord a demandé au contrôleur aérien un détournement de cap.
Le commandant Shults a d'abord demandé un cap vers l'aéroport le plus proche, mais a ensuite décidé que l'aéroport de Philadelphie était le mieux équipé pour faire face à l'urgence. Le contrôleur a rapidement fourni des vecteurs vers l'aéroport de Philadelphie. L'équipage a initialement signalé des difficultés de communication en raison des bruits sourds, de la distraction en raison de la nécessite de s'occuper de l'urgence et du port des masques à oxygène, mais, à mesure que l'avion est descendu, les communications se sont améliorées. Le commandant de bord avait initialement prévu une longue approche finale pour s'assurer que l'équipage ait rempli toutes les check-lists d'urgence. Cependant, après avoir appris les blessures des passagers, elle a décidé d'écourter l'approche et d'accélérer l'atterrissage.

### Situation dans la cabine
Trois agents de bord avaient été affectés au vol et un autre employé de Southwest Airlines était un passager. Tous les quatre ont déclaré avoir entendu un son fort et ressenti de fortes vibrations. Les masques à oxygène se sont déployés automatiquement dans la cabine. Les agents de bord ont récupéré des bouteilles d'oxygène portables et ont commencé à se déplacer pour aider les passagers avec leurs masques. Alors qu'ils se dirigeaient vers le centre de la cabine, ils ont trouvé une passagère de la rangée 14 aspirée en partie par le hublot brisé. Avec l'aide de deux passagers, les agents de bord ont tiré la personne à l'intérieur de l'avion et d'autres passagers ont effectué une réanimation cardiopulmonaire d'urgence. La passagère est décédée après avoir été admise dans un hôpital local pour être soignée des blessures qu'elle a subies dans l'avion.

## Conséquences

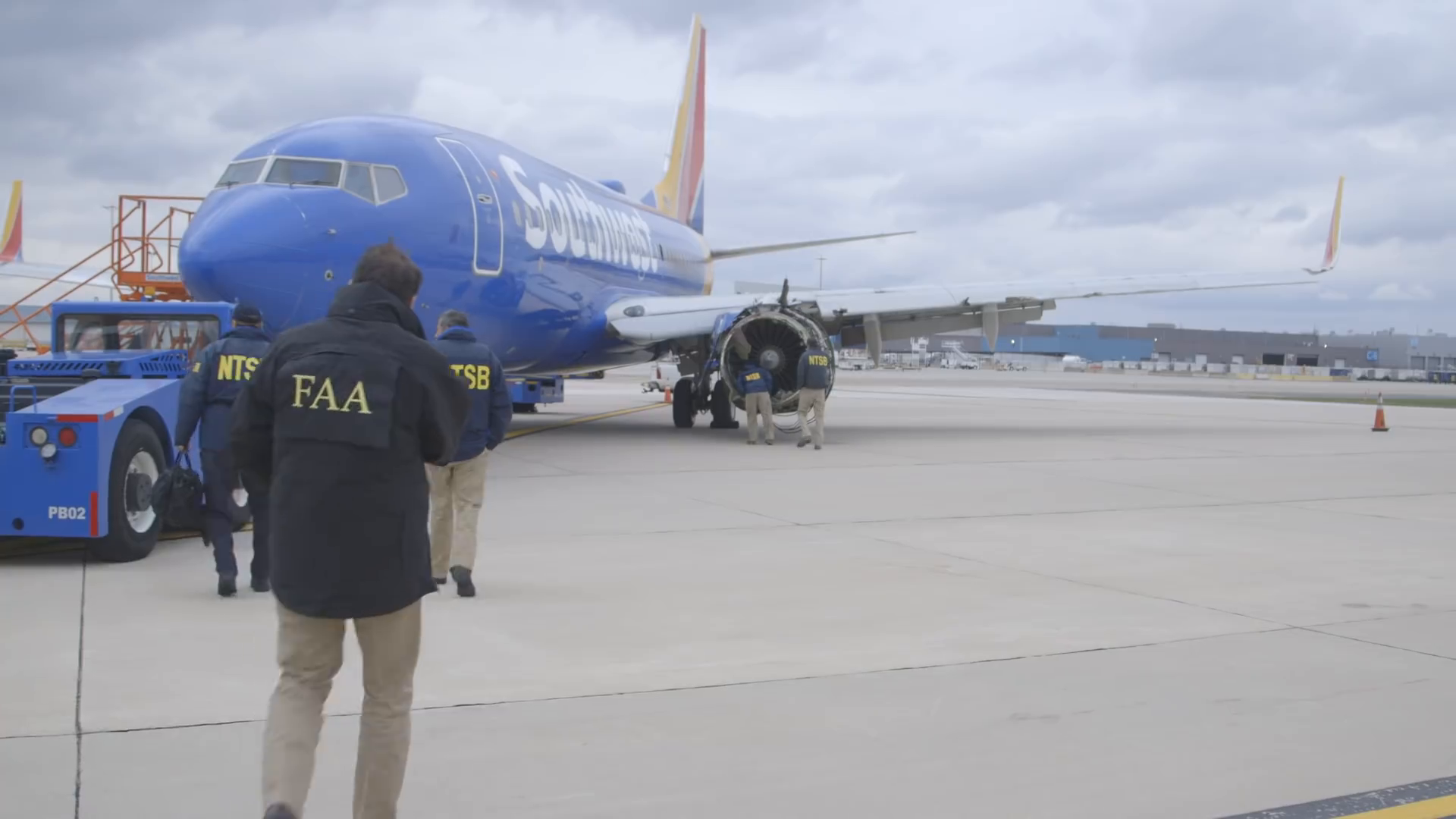
Des enquêteurs de la FAA et du NTSB se rendent près de l'avion pour inspection des parties endommagées.

Le 20 avril 2018, CFM International publie le bulletin de service 72-1033, applicable au moteur de la série CFM56-7B, et le même jour, la Federal Aviation Administration publie la consigne de navigabilité d'urgence (EAD) 2018-09-51. Le bulletin de service de CFM recommande des inspections par ultrasons de toutes les aubes sur les moteurs ayant accumulé 20 000 cycles et par la suite à des intervalles ne dépassant pas 3 000 cycles. Le bulletin de la FAA exige des inspections des aubes du parc de moteurs CFM56-7B pour les moteurs de 30 000 cycles ou plus, dans les vingt jours suivant l'émission, conformément aux instructions fournies dans le bulletin de service, et si des indications de fissure étaient trouvées, l'aube affectée doit être retirée du service avant de continuer l'opération commerciale de l'avion. Le même jour, l'Agence européenne de la sécurité aérienne (EASA) publie l'EAD 2018-0093E qui exige que les mêmes inspections ultrasoniques des aubes soient effectuées. Le fabricant de moteurs a estimé que la nouvelle directive concernait 352 moteurs aux États-Unis et 681 dans le monde.
Le 23 avril 2018, Southwest Airlines annonce qu'elle ira volontairement au-delà des exigences de la FAA et effectue des inspections par ultrasons sur tous les moteurs CFM de sa flotte, dont deux inspections sur environ 700 Boeing 737. Le 30 avril 2018, l'avion impliqué dans l'accident est libéré par le NTSB et est transporté par Southwest Airlines vers une installation de service effectuant des réparations majeures sur des avions Boeing à l'aéroport du Paine Field à Everett dans l'État de Washington.
Le 2 mai 2018, la FAA publie une consigne de navigabilité (CN), qui étend les inspections sur les moteurs CFM56-7B au-delà de la précédente directive. La nouvelle consigne exige l'inspection des moteurs à des cycles inférieurs et introduit également des exigences d'inspection répétée. À compter de la publication, les opérateurs sont tenus d'effectuer des inspections détaillées sur chaque aube avant qu'elle n'accumule 20 000 cycles, ou dans les 113 jours. Si les cycles depuis la mise en service d'une aube sont inconnus, la compagnie aérienne doit alors effectuer une inspection initiale dans les 113 jours à compter de la date d'entrée en vigueur de la consigne. La FAA estime que cela affecte 3 716 moteurs installés sur des aéronefs immatriculés aux États-Unis à un coût estimé à 8 585 dollars par aube remplacée.
Le 7 juin 2018, l'avion impliqué dans l'accident est transporté à l'aéroport Logistique de Sud Californie, pour entreposage. En juin 2021, l'avion n'a toujours pas repris son service.

## Médias
L'accident a fait l'objet d'un épisode dans la série télévisée Air Crash nommé « Catastrophe en cabine » (saison 21 - épisode 5).